# Heiratskandidaten (1958)
Heiratskandidaten ist ein 1957 entstandenes, österreichisches Filmlustspiel von Hermann Kugelstadt mit Beppo Brem und Paul Hörbiger in den Hauptrollen.

## Handlung
Als angebliche „Heiratskandidaten“ begeben sich die in Wahrheit schon seit vielen Jahren verheirateten Valentin Obermeier und Ferdinand Haslinger aus Jux und Übermut auf den Weg nach Wien, um eventuell die einzig richtige Braut oder doch zumindest das eine oder andere erotische Abenteuer zu finden. Sie stoßen bei ihrer Suche auf die Heiratsvermittlerin Mathilde Urban, deren hübsche, blutjunge Tochter Monika den beiden alten Herren gut gefällt. Bald treten die beiden Lustmolche im fortgeschrittenen Alter von einem Fettnäpfchen ins nächste.
In Wien studiert auch Valentins Sohn Hans Tiermedizin, nur darf der alte Herr nicht wissen, dass er, anstatt im Hörsaal Vorlesungen zu lauschen, längst eine andere Karriere anstrebt, nämlich die eines Musikers, wovon der Vater erwartungsgemäß rein gar nichts hält. Bald geraten die Handlungsstränge ineinander, und auch die beiden Ehefrauen Regerl und Hilde rücken ihren untreuen Gatten auf Freiersfüßen mächtig auf den Pelz, um ihnen selbigen gehörig zu waschen …

## Produktionsnotizen
Heiratskandidaten entstand in der zweiten Jahreshälfte 1957 in Österreich und wurde am 17. Januar 1958 in Dortmund erstmals in Deutschland gezeigt.
Produzent Ernest Müller übernahm auch die Produktionsleitung. Wolf Witzemann gestaltete die Filmbauten.
Der 30-jährige Walter Kohut trat hier noch unter dem Pseudonym Walter Korth auf. Er spielte Beppo Brems Sohn.
Der Film wurde als Zwei alte Sünder erneut in die Kinos gebracht.

## Kritik
Im Filmdienst heißt es: „Derbes Lustspiel auf geistig wie inszenatorisch niedrigem Niveau.“